# Willoughby Smith
Willoughby Smith (6 d'abril de 1828, a Great Yarmouth, Norfolk – 17 de juliol de 1891, a Eastbourne, Sussex) va ser un enginyer elèctric anglès que va descobrir la fotoconductivitat de l'element seleni. Aquest descobriment va portar a la invenció de les cèl·lules fotoelèctriques, incloses les utilitzades en els primers sistemes de televisió.

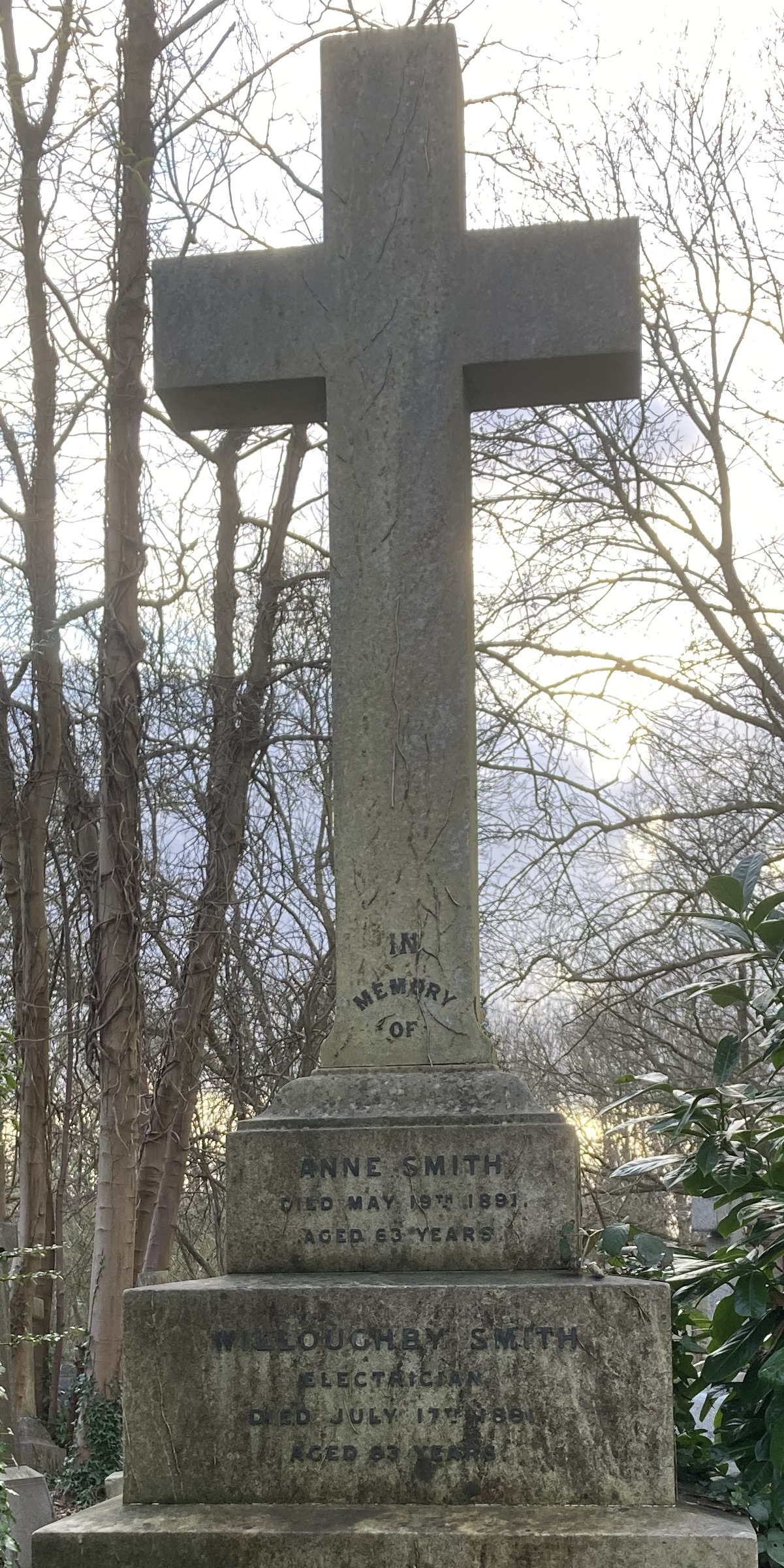
Tomba de Willoughby Smith al cementiri de Highgate

## Carrera
El 1848, va començar a treballar per a la Gutta Percha Company, Londres, on va desenvolupar cables de ferro i coure aïllats amb gutaperxa per ser utilitzats per a cables de telègraf. El 1850, Smith va supervisar la fabricació i la col·locació de 30 milles de cable telegràfic submarí des de Dover fins a Calais. Tot i que el primer cable va fallar gairebé immediatament, un altre col·locat l'any següent va ser un èxit i durant les dècades següents, Smith i l'empresa per a la qual va treballar es van involucrar en molts altres projectes de cable telegràfic submarí.
El 1866, Smith va desenvolupar un mètode per provar contínuament un cable submarí mentre es col·locava. Per al seu circuit de prova, necessitava un material semiconductor d'alta resistència i varetes de seleni seleccionades per a aquesta finalitat. El seleni semblava fer la feina correctament, tret que en l'ús real, el dispositiu donava resultats inconsistents. Després de la investigació, es va descobrir que la conductivitat de les barres de seleni augmentava significativament quan s'exposaven a una llum forta. Smith va descriure la seva investigació en un article presentat a la reunió del 12 de febrer de 1873 de la Society of Telegraph Engineers com " Propietats elèctriques del seleni i l'efecte de la llum ". Es va publicar un breu resum com a "Efecte de la llum sobre el seleni durant el pas d'un corrent elèctric" al número del 20 de febrer de 1873 de Nature. El 2017 el seu treball sobre seleni va ser reconegut amb un premi Emmy de tecnologia i enginyeria per " Concepte de transducció optoelèctrica Arxivat 2020-08-04 a Wayback Machine. " per l' Acadèmia Nacional d'Arts i Ciències de la Televisió. Com que l'Emmy només es pot presentar a persones vives, el premi es va concedir a tres organitzacions (o als seus successors) amb les quals es va associar el seu treball: Telcon (ara Alcatel-Lucent), la Society of Telegraph Engineers (ara la Institució d'Enginyeria i Technology, IET) i Siemens.

## Vida personal
Willoughby era fill de William Smith, un mariner, i de la seva dona, Harriot. Es va casar amb Ann, filla de William Sanders, un cerveser, a St John's, Waterloo, el 24 de juny de 1849. El 1871 tenien tres filles i tres fills.
Smith va morir el 17 de juliol de 1891 i està enterrat amb la seva dona Ann al costat est del cementiri de Highgate.

## Obres
- Book: Selenium, its electrical qualities, and the effect of light thereon : being a paper read before the Society of Telegraph Engineers. 28 November 1877, Willoughby Smith
- Book: A résumé of the earlier days of electric telegraphy. Hayman Brothers and Lilly, Printers, 1881, Willoughby Smith
- Book: The rise and extension of submarine telegraphy. London: J.S. Virtue & co, 1891, Willoughby Smith
- Book: Selenium: its electrical qualities, and the effect of light thereon. London, 1877, Willoughby Smith